# Moscato d'Asti (DOCG)

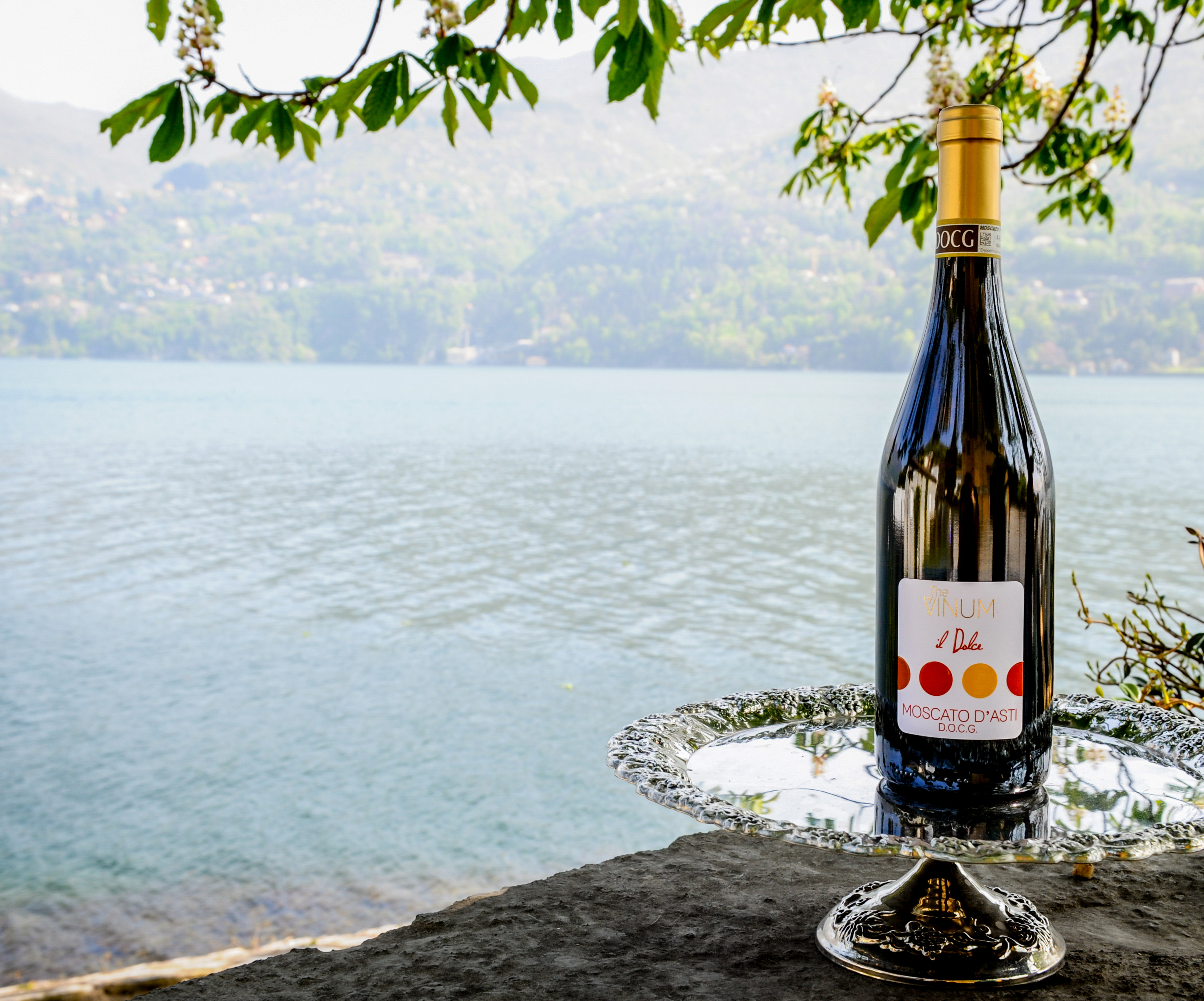
Une bouteille de Moscato d'Asti.

Le Moscato d'Asti est un vin blanc italien de la région Piémont doté d'une appellation DOCG depuis le 14 novembre 1977. Seuls ont droit à la DOCG les vins blancs récoltés à l'intérieur de l'aire de production définie par le décret.

## Aire de l'appellation

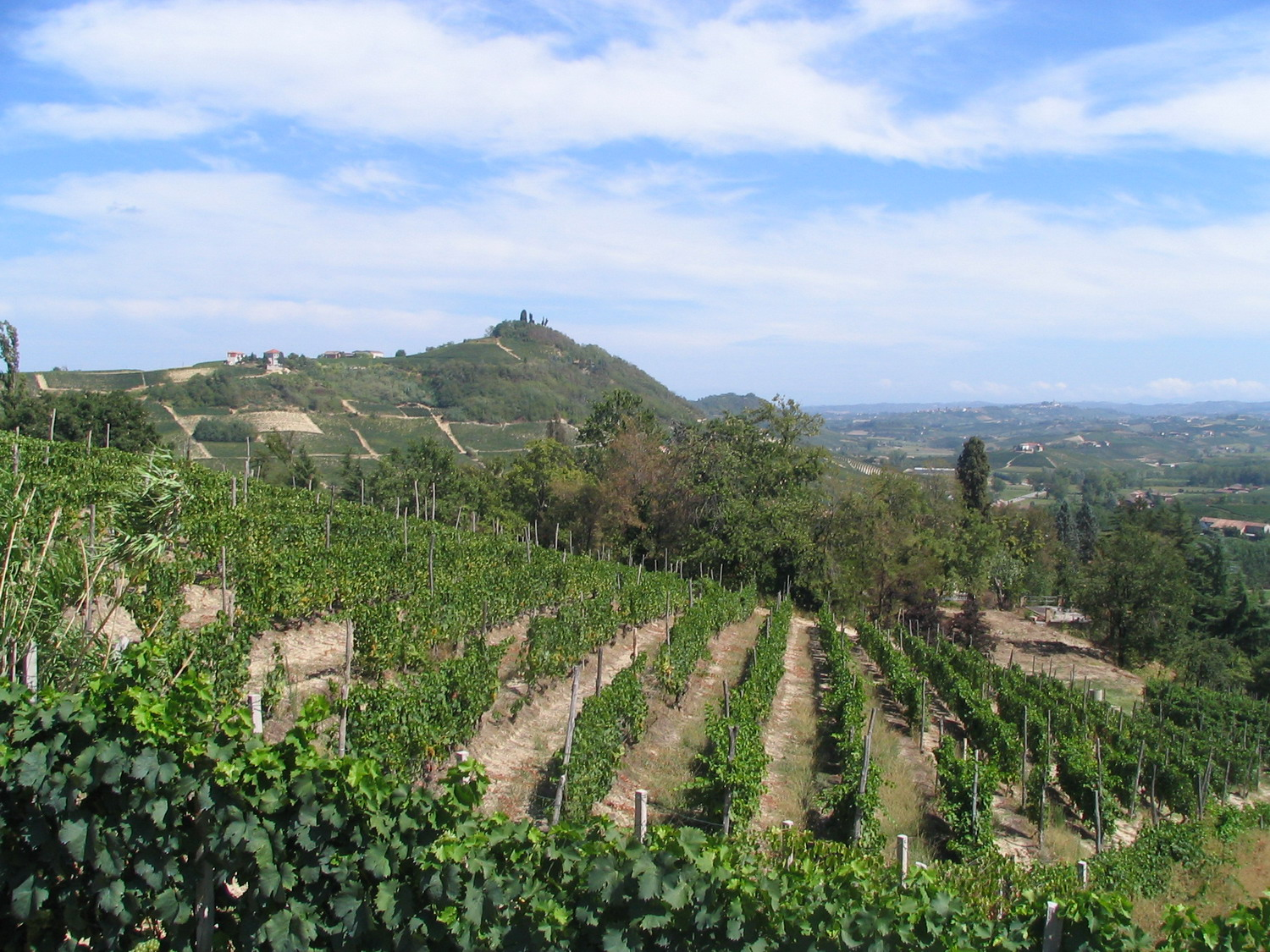
Vignoble de Costigliole d'Asti.

Les vignobles autorisés se situent en province de Coni, province d'Alexandrie et province d'Asti dans les communes de (Province d’Asti) Bubbio, Calamandrana, Calosso, Canelli, Cassinasco, Castagnole delle Lanze, Castel Boglione, Castelletto Molina, Castelnuovo Belbo, Castel Rocchero, Cessole, Coazzolo, Costigliole d'Asti, Fontanile, Incisa Scapaccino, Loazzolo, Maranzana, Mombaruzzo, Monastero Bormida, Montabone, Nizza Monferrato, Quaranti, San Marzano Oliveto, Moasca, Sessame, Vesime, Rocchetta Palafea et San Giorgio Scarampi ; (Province de Coni) Camo, Castiglione Tinella, Cossano Belbo, Mango, Neive, Neviglie, Rocchetta Belbo, Serralunga d'Alba, Santo Stefano Belbo, Santa Vittoria d'Alba, Treiso, Trezzo Tinella, Castino, Perletto et les hameaux Como et San Rocco Seno d'Elvio faisant partie d'Alba ; (Province d’Alexandrie) Acqui Terme, Alice Bel Colle, Bistagno, Cassine, Grognardo, Ricaldone, Strevi, Terzo et Visone.
La surface de vignes de Muscat blanc est de 9 935 hectares, partagée entre plus de 6 800 viticulteurs. La zone de production est située sur les pentes des collines à droite du Tanaro dans le Monferrato et la  Langhe. Ce vin typique piémontais était déjà produit dans le Monferrat et les Langhe en 1200.
Le titre alcoométrique volumique total minimum est de 11 %, dont 4,5 % à 6,5 % d’alcool contenu dans le vin. Le vin contient donc encore du sucre.
Les vins blancs du Moscato d'Asti sont à la base du vin mousseux Asti spumante.

## Caractéristiques organoleptiques
- couleur : jaune paille plus ou moins intense
- odeur : caractéristique au muscat, prononcé, délicat.
- saveur : doux, caractéristique au muscat, vif

## Production
Province, saison, volume en hectolitres :